# CSI: NY (seizoen 4)
Het 4e seizoen van de Thriller Crime Scene Investigation New York werd uitgezonden (in Amerika) van 26 september 2007 tot en met 21 mei 2008.
In Nederland werd dit seizoen van de serie door RTL 5 uitgezonden en dit gebeurde een half jaar later. Het vierde seizoen bestond uit 21 afleveringen die allen ongeveer 45 minuten duren. De hoofdrollen worden gespeeld door Gary Sinise, Melina Kanakaredes, Carmine Giovinazzo, Hill Harper, Eddie Cahill en Anna Belknap.
De dvd van het vierde seizoen werd op 23 september 2008 uitgegeven in Amerika, Canada en Bermuda, op 27 oktober 2008 werd de dvd ook in Europa, en dus Nederland, uitgegeven.

## Rolverdeling
| Gary Sinise        | Mac Taylor        | Gehele seizoen                                     | Gehele seizoen                                     | Gehele seizoen                                     | Gehele seizoen                                     | Gehele seizoen                                     | Gehele seizoen                                     | Gehele seizoen                                     | Gehele seizoen                                     | Gehele seizoen                                     | Gehele seizoen                                     | Gehele seizoen                                     | Gehele seizoen                                     | Gehele seizoen                                     | Gehele seizoen                                     | Gehele seizoen                                     | Gehele seizoen                                     | Gehele seizoen                                     | Gehele seizoen                                     | Gehele seizoen                                     | Gehele seizoen                                     | Gehele seizoen                                     |
| Melina Kanakaredes | Stella Bonasera   | Gehele seizoen                                     | Gehele seizoen                                     | Gehele seizoen                                     | Gehele seizoen                                     | Gehele seizoen                                     | Gehele seizoen                                     | Gehele seizoen                                     | Gehele seizoen                                     | Gehele seizoen                                     | Gehele seizoen                                     | Gehele seizoen                                     | Gehele seizoen                                     | Gehele seizoen                                     | Gehele seizoen                                     | Gehele seizoen                                     | Gehele seizoen                                     | Gehele seizoen                                     | Gehele seizoen                                     | Gehele seizoen                                     | Gehele seizoen                                     | Gehele seizoen                                     |
| Carmine Giovinazzo | Danny Messer      | Gehele seizoen                                     | Gehele seizoen                                     | Gehele seizoen                                     | Gehele seizoen                                     | Gehele seizoen                                     | Gehele seizoen                                     | Gehele seizoen                                     | Gehele seizoen                                     | Gehele seizoen                                     | Gehele seizoen                                     | Gehele seizoen                                     | Gehele seizoen                                     | Gehele seizoen                                     | Gehele seizoen                                     | Gehele seizoen                                     | Gehele seizoen                                     | Gehele seizoen                                     | Gehele seizoen                                     | Gehele seizoen                                     | Gehele seizoen                                     | Gehele seizoen                                     |
| Hill Harper        | Sheldon Hawkes    | Gehele seizoen                                     | Gehele seizoen                                     | Gehele seizoen                                     | Gehele seizoen                                     | Gehele seizoen                                     | Gehele seizoen                                     | Gehele seizoen                                     | Gehele seizoen                                     | Gehele seizoen                                     | Gehele seizoen                                     | Gehele seizoen                                     | Gehele seizoen                                     | Gehele seizoen                                     | Gehele seizoen                                     | Gehele seizoen                                     | Gehele seizoen                                     | Gehele seizoen                                     | Gehele seizoen                                     | Gehele seizoen                                     | Gehele seizoen                                     | Gehele seizoen                                     |
| Eddie Cahill       | Donald Flack, Jr. | Gehele seizoen                                     | Gehele seizoen                                     | Gehele seizoen                                     | Gehele seizoen                                     | Gehele seizoen                                     | Gehele seizoen                                     | Gehele seizoen                                     | Gehele seizoen                                     | Gehele seizoen                                     | Gehele seizoen                                     | Gehele seizoen                                     | Gehele seizoen                                     | Gehele seizoen                                     | Gehele seizoen                                     | Gehele seizoen                                     | Gehele seizoen                                     | Gehele seizoen                                     | Gehele seizoen                                     | Gehele seizoen                                     | Gehele seizoen                                     | Gehele seizoen                                     |
| Anna Belknap       | Lindsey Monroe    | Gehele seizoen                                     | Gehele seizoen                                     | Gehele seizoen                                     | Gehele seizoen                                     | Gehele seizoen                                     | Gehele seizoen                                     | Gehele seizoen                                     | Gehele seizoen                                     | Gehele seizoen                                     | Gehele seizoen                                     | Gehele seizoen                                     | Gehele seizoen                                     | Gehele seizoen                                     | Gehele seizoen                                     | Gehele seizoen                                     | Gehele seizoen                                     | Gehele seizoen                                     | Gehele seizoen                                     | Gehele seizoen                                     | Gehele seizoen                                     | Gehele seizoen                                     |
| Robert Joy         | Sid Hammerback    | Gehele seizoen als gastrol                         | Gehele seizoen als gastrol                         | Gehele seizoen als gastrol                         | Gehele seizoen als gastrol                         | Gehele seizoen als gastrol                         | Gehele seizoen als gastrol                         | Gehele seizoen als gastrol                         | Gehele seizoen als gastrol                         | Gehele seizoen als gastrol                         | Gehele seizoen als gastrol                         | Gehele seizoen als gastrol                         | Gehele seizoen als gastrol                         | Gehele seizoen als gastrol                         | Gehele seizoen als gastrol                         | Gehele seizoen als gastrol                         | Gehele seizoen als gastrol                         | Gehele seizoen als gastrol                         | Gehele seizoen als gastrol                         | Gehele seizoen als gastrol                         | Gehele seizoen als gastrol                         | Gehele seizoen als gastrol                         |
| A.J. Buckley       | Adam Ross         | Gehele seizoen als gastrol                         | Gehele seizoen als gastrol                         | Gehele seizoen als gastrol                         | Gehele seizoen als gastrol                         | Gehele seizoen als gastrol                         | Gehele seizoen als gastrol                         | Gehele seizoen als gastrol                         | Gehele seizoen als gastrol                         | Gehele seizoen als gastrol                         | Gehele seizoen als gastrol                         | Gehele seizoen als gastrol                         | Gehele seizoen als gastrol                         | Gehele seizoen als gastrol                         | Gehele seizoen als gastrol                         | Gehele seizoen als gastrol                         | Gehele seizoen als gastrol                         | Gehele seizoen als gastrol                         | Gehele seizoen als gastrol                         | Gehele seizoen als gastrol                         | Gehele seizoen als gastrol                         | Gehele seizoen als gastrol                         |
| Emmanuelle Vaugier | Jessica Angell    | Gehele seizoen als gastrol                         | Gehele seizoen als gastrol                         | Gehele seizoen als gastrol                         | Gehele seizoen als gastrol                         | Gehele seizoen als gastrol                         | Gehele seizoen als gastrol                         | Gehele seizoen als gastrol                         | Gehele seizoen als gastrol                         | Gehele seizoen als gastrol                         | Gehele seizoen als gastrol                         | Gehele seizoen als gastrol                         | Gehele seizoen als gastrol                         | Gehele seizoen als gastrol                         | Gehele seizoen als gastrol                         | Gehele seizoen als gastrol                         | Gehele seizoen als gastrol                         | Gehele seizoen als gastrol                         | Gehele seizoen als gastrol                         | Gehele seizoen als gastrol                         | Gehele seizoen als gastrol                         | Gehele seizoen als gastrol                         |
| Claire Forlani     | Peyton Driscoll   | Gehele seizoen als gastrol (Alleen als voice-over) | Gehele seizoen als gastrol (Alleen als voice-over) | Gehele seizoen als gastrol (Alleen als voice-over) | Gehele seizoen als gastrol (Alleen als voice-over) | Gehele seizoen als gastrol (Alleen als voice-over) | Gehele seizoen als gastrol (Alleen als voice-over) | Gehele seizoen als gastrol (Alleen als voice-over) | Gehele seizoen als gastrol (Alleen als voice-over) | Gehele seizoen als gastrol (Alleen als voice-over) | Gehele seizoen als gastrol (Alleen als voice-over) | Gehele seizoen als gastrol (Alleen als voice-over) | Gehele seizoen als gastrol (Alleen als voice-over) | Gehele seizoen als gastrol (Alleen als voice-over) | Gehele seizoen als gastrol (Alleen als voice-over) | Gehele seizoen als gastrol (Alleen als voice-over) | Gehele seizoen als gastrol (Alleen als voice-over) | Gehele seizoen als gastrol (Alleen als voice-over) | Gehele seizoen als gastrol (Alleen als voice-over) | Gehele seizoen als gastrol (Alleen als voice-over) | Gehele seizoen als gastrol (Alleen als voice-over) | Gehele seizoen als gastrol (Alleen als voice-over) |

## Afleveringen
| Nr. | Titel aflevering            | Geregisseerd door | Geschreven door                     | Uitzenddatum VS   | Uitzenddatum Nederland |
| --- | --------------------------- | ----------------- | ----------------------------------- | ----------------- | ---------------------- |
| 1   | "Can You Hear Me Now?"      | David Von Ancken  | Zachary Reiter & Pam Veasey         | 26 september 2007 | 5 december 2007        |
| 2   | "The Deep"                  | Oz Scott          | Wendy Battles                       | 3 oktober 2007    | 12 december 2007       |
| 3   | "You Only Die Once"         | Jonathan Glassner | Sam Humphrey                        | 10 oktober 2007   | 19 december 2007       |
| 4   | "Time's Up"                 | Rob Bailey        | Trey Callaway                       | 17 oktober 2007   | 27 februari 2008       |
| 5   | "Down the Rabbit Hole"      | Christine Moore   | Sam Humphrey & Peter M. Lenkov      | 24 oktober 2007   | 2 april 2008           |
| 6   | "Boo"                       | Joe Dante         | Peter M. Lenkov & Daniele Nathanson | 31 oktober 2007   | 9 april 2008           |
| 7   | "Commuted Sentences"        | Oz Scott          | John Dove                           | 7 november 2007   | 16 april 2008          |
| 8   | "Buzzkill"                  | Jeffrey G. Hunt   | Jill Abbinanti                      | 14 november 2007  | 23 april 2008          |
| 9   | "One Wedding and a Funeral" | Rob Bailey        | Barbie Kligman                      | 21 november 2007  | 30 april 2008          |
| 10  | "The Thing About Heroes"    | Anthony Hemingway | Pam Veasey                          | 28 november 2007  | 7 mei 2008             |
| 11  | "Child's Play"              | Jeffrey G. Hunt   | Trey Callaway & Pam Veasey          | 12 december 2007  | 14 mei 2008            |
| 12  | "Happily Never After"       | Marshall Adams    | Daniele Nathanson & Noah Nelson     | 9 januari 2008    | 21 mei 2008            |
| 13  | "All in the Family"         | Rob Bailey        | Wendy Battles                       | 23 januari 2008   | 28 mei 2008            |
| 14  | "Playing With Matches"      | Christine Moore   | Bill Haynes                         | 6 februari 2008   | 4 juni 2008            |
| 15  | "DOA For a Day"             | Christine Moore   | Peter M. Lenkov & John Dove         | 2 april 2008      | 27 augustus 2008       |
| 16  | "Right Next Door"           | Rob Bailey        | Pam Veasey                          | 9 april 2008      | 20 oktober 2008        |
| 17  | "Like Water For Murder"     | Anthony Hemingway | Sam Humphrey                        | 16 april 2008     | 27 oktober 2008        |
| 18  | "Admissions"                | Rob Bailey        | Zachary Reiter                      | 30 april 2008     | 3 november 2008        |
| 19  | "Personal Foul"             | David Von Ancken  | Trey Callaway                       | 7 mei 2008        | 10 november 2008       |
| 20  | "Taxi"                      | Christine Moore   | Barbie Kligman & John Dove          | 14 mei 2008       | 17 november 2008       |
| 21  | "Hostage"                   | Rob Bailey        | Zachary Reiter & Peter M. Lenkov    | 21 mei 2008       | 24 november 2008       |